# Keflavík ÍF
Knattspyrnudeild Keflavíkur este un club de fotbal din Reykjanesbær, Islanda care evoluează în 1. deild karla. Echipa susține meciurile de acasă pe Keflavíkurvöllur cu o capacitate de 5.200 de locuri.